# Višejezgreni procesor
Višejezgreni procesor je mikroprocesor koji se fizički ugrađuje u jedno procesorsko podnožje na matičnoj ploči, ali ima dvije ili više jezgri od kojih je svaka zapravo zaseban procesor koji čita i izvršava programske instrukcije.
Primjeri takvih procesora su npr. Intelovi Core 2  - engleska riječ core znači jezgra, i5, i7 procesori itd. Prva višeprocesorska računala rabila su serverske ploče s odvojenim procesorskim podnožjima na matičnoj ploči, što je zauzimalo puno mjesta i time je ograničavalo praktičnost gradnje računalnih sustava s puno procesora. Smanjenjem veličine tranzistora, odnosno omogućavanjem porasta broja tranzistora na poluvodičkoj pločici omogućena je proizvodnja prvo dvojezgrenih procesora, dok je primjerice 2012. godine napravljen MPPA-256, procesor s 256 jezgri.

## Primjeri hardvera
- AMD
  - Athlon 64, Athlon 64 FX i Athlon 64 X2 obitelj, dvojezgreni procesori za desktop računala
  - Athlon II, 2-, 3- i 4-jezgreni procesori

- Intel
  - Intel Atom - 1-,2- i 4-jezgreni procesori namijenjeni za mobitele i laptope (dizajnirani sa smanjenom odnosno ograničenom potrošnjom energije)
  - Core Duo, 2-jezgreni procesori
  - Core 2 Duo, 2-jezgreni procesori
  - Core 2 Quad, 2 2-jezgrena procesora na jednoj procesorskoj tiskanoj pločici
  - Core i3, Core i5 i Core i7, obitelj 2-, 4-, 6-, 8- i 10-jezgrenih procesora, nasljedinici Core 2 Duo i Core 2 Quad procesora.
  - Itanium 2, 2-jezgreni serverski procesori

## Vanjske poveznice
- http://www.makeuseof.com/tag/processor-core-makeuseof-explains-2/ - što je to jezgra procesora (engl.)